# Belvedere (Bécs)
A Belvedere palotakomplexum a Bécs 3. kerületen található.

## Története
Savoyai Jenő részére készült 1714 és 1723 között Johann Lukas von Hildebrandt tervei alapján. 
1752-ben Savoyai Anna Viktória (1683–1763), Savoyai Jenő herceg unokahúga és főörökösnője, eladta a kastélyt Mária Teréziának.
Az eredeti magánvásárlást 1754-ben adta át a k.k.-Ärarnak, azaz az állami vagyon, de annak felhasználásáról a családja dönt (Hofärar).
II. József a császári képtárot 1775 és 1777 között a Felső-Belvederébe helyezte át.
Anton Bruckner 1895-től 1896. október 11-én bekövetkezett haláláig a Felső-Belvedere néhány szobájában lakott.
Ferenc Ferdinánd főherceg itt lakott és dolgozott 1894 és 1914 között. Miután Szarajevóban meggyilkolták a trónörököst, gyermekeinek el kellett hagyniuk a Belvederét.
1917-ben Ausztriai Miksa Jenő, Károly császár öccse beköltözött családjával.
1918. november 12-én a Hofärar, beleértve a Belvedere-t is, az aznap kikiáltott köztársaság tulajdonába került. 
1936 és 1938 márciusa között a Felső-Belvedere egyik oldalszárnya Kurt Schuschnigg szövetségi kancellár hivatalos rezidenciája volt.
1955. május 15-én Felső-Belvederében aláírták az osztrák államszerződést.

## Galéria

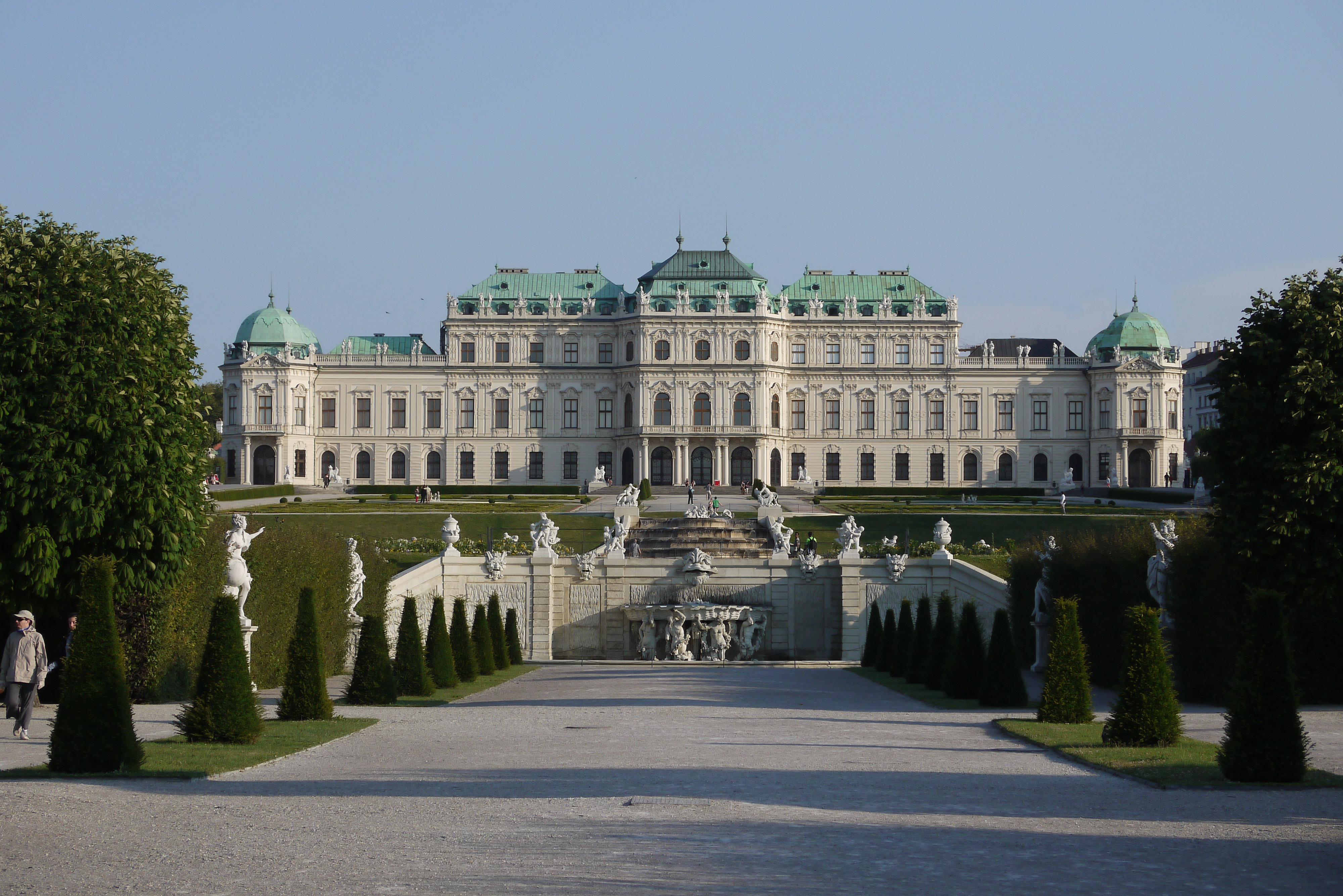
Felső-Belvedere, a kert fő részéből nézve
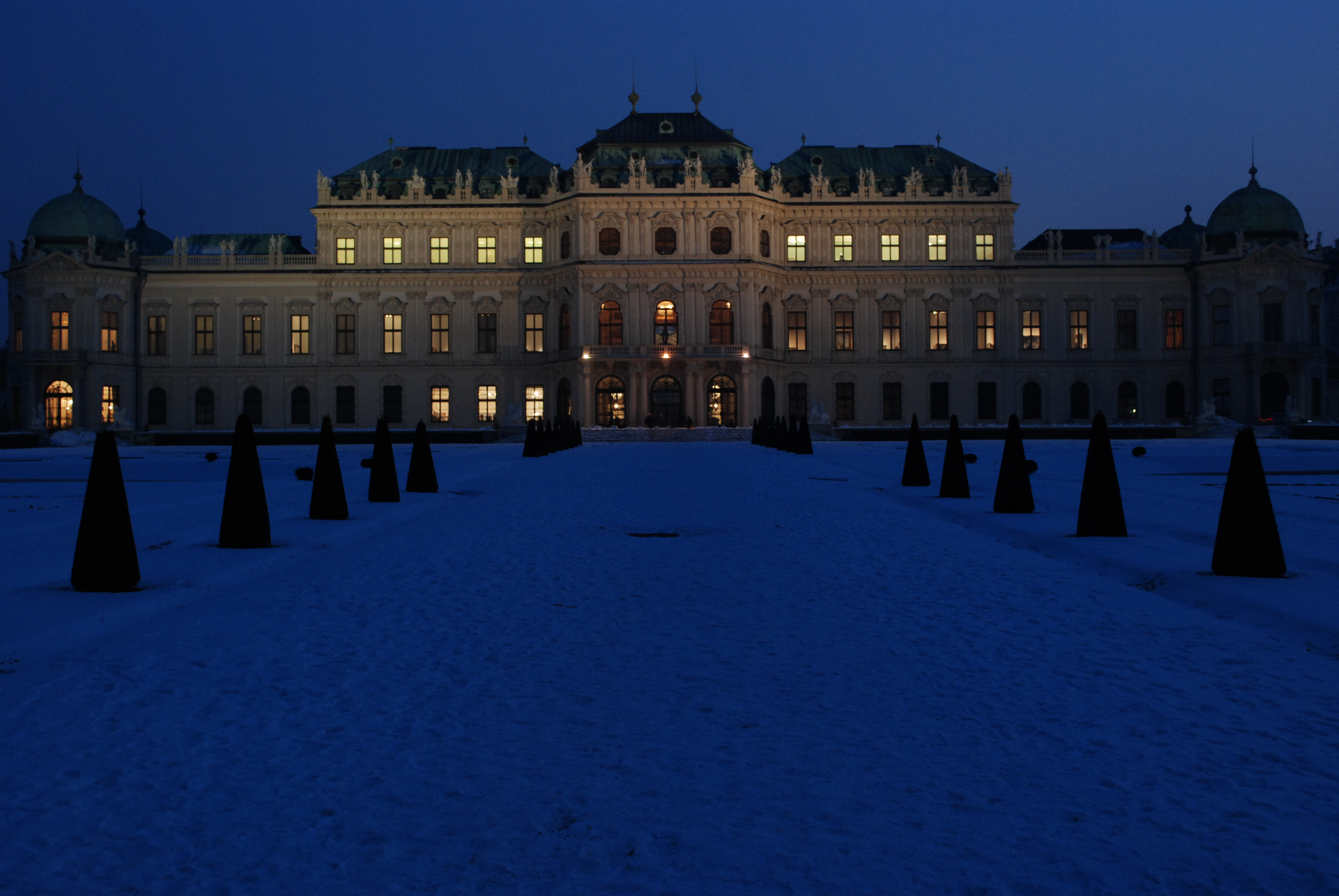
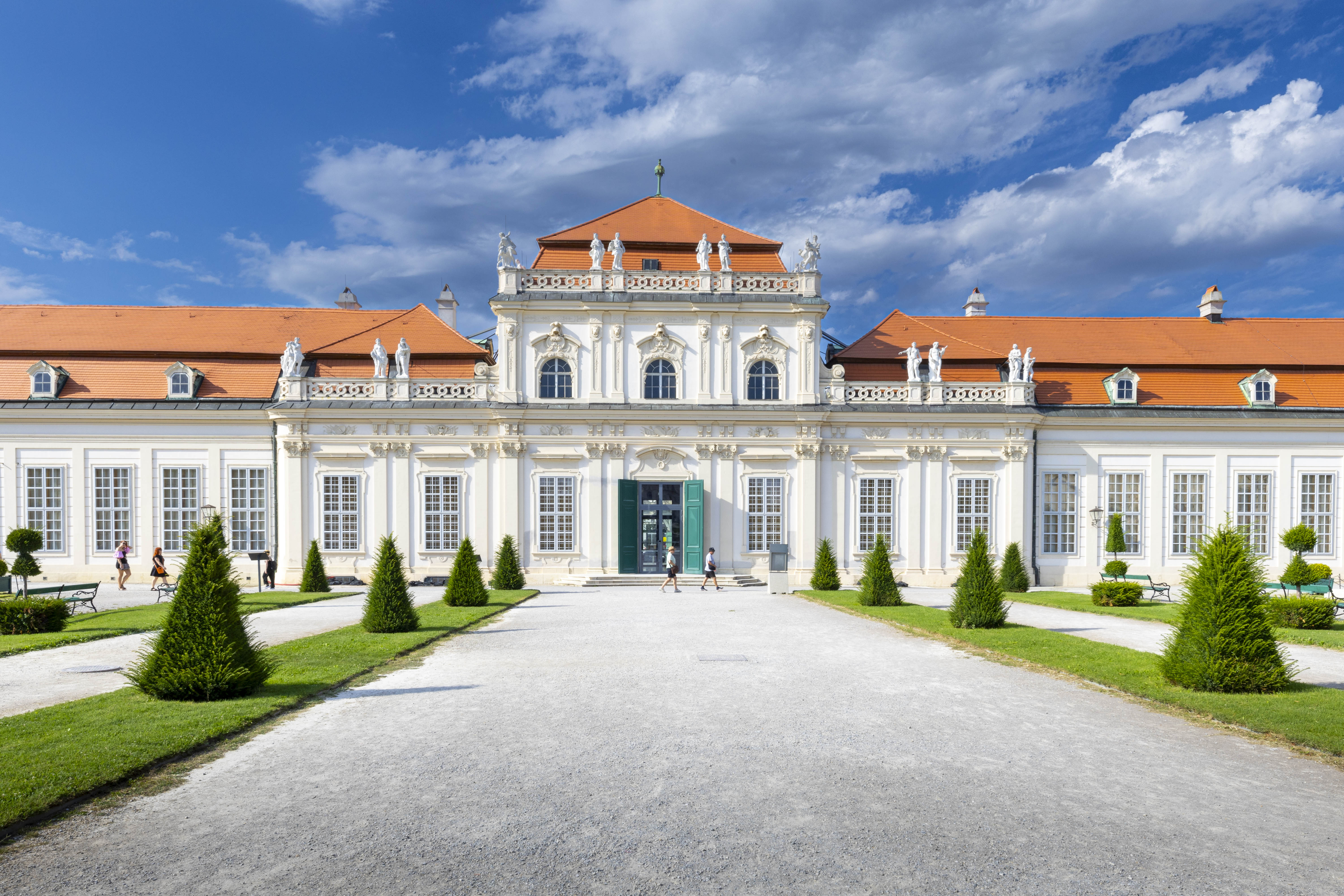
Alsó-Belvedere, elölnézet
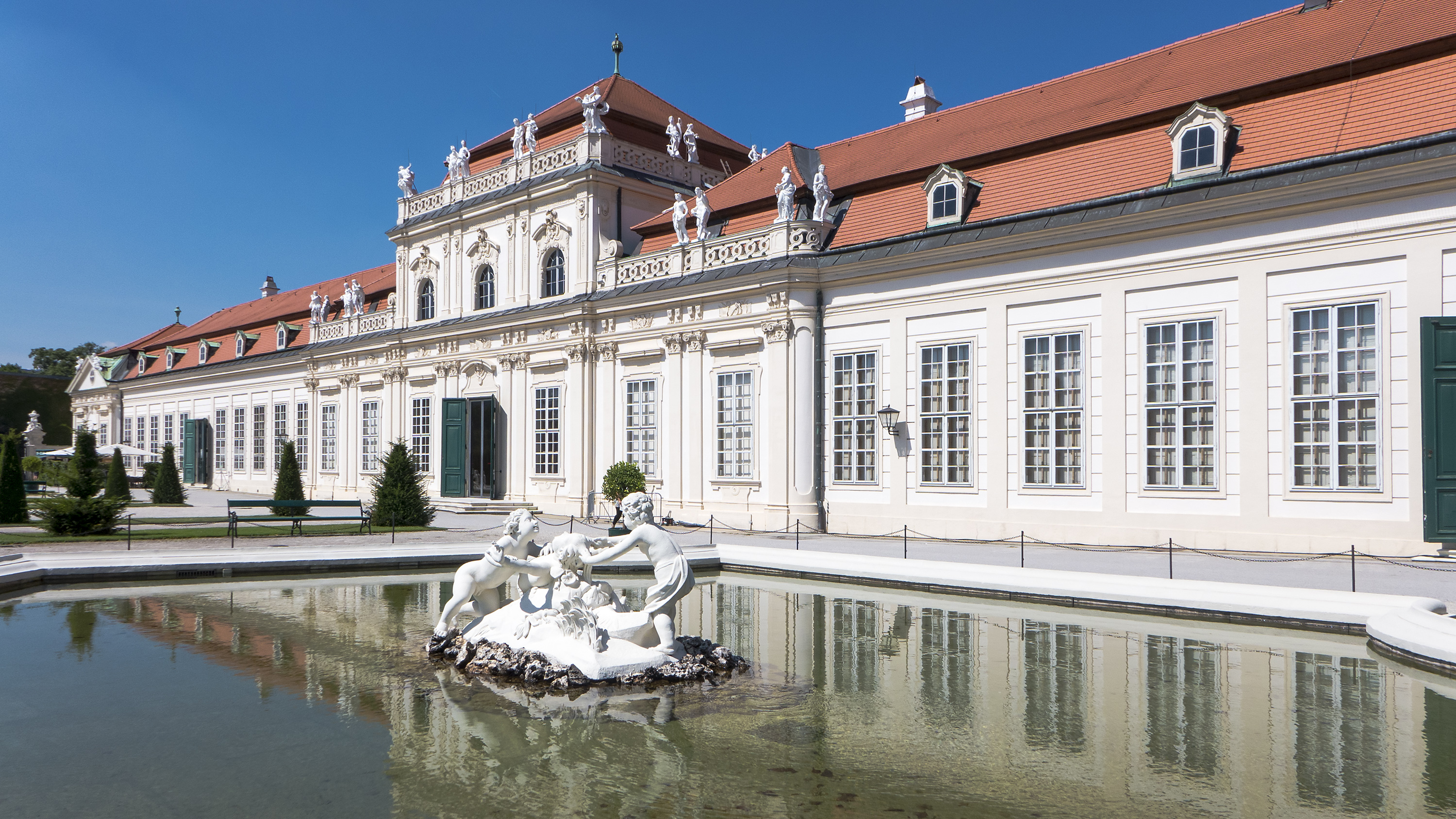
Alsó-Belvedere, kert felőli oldalon
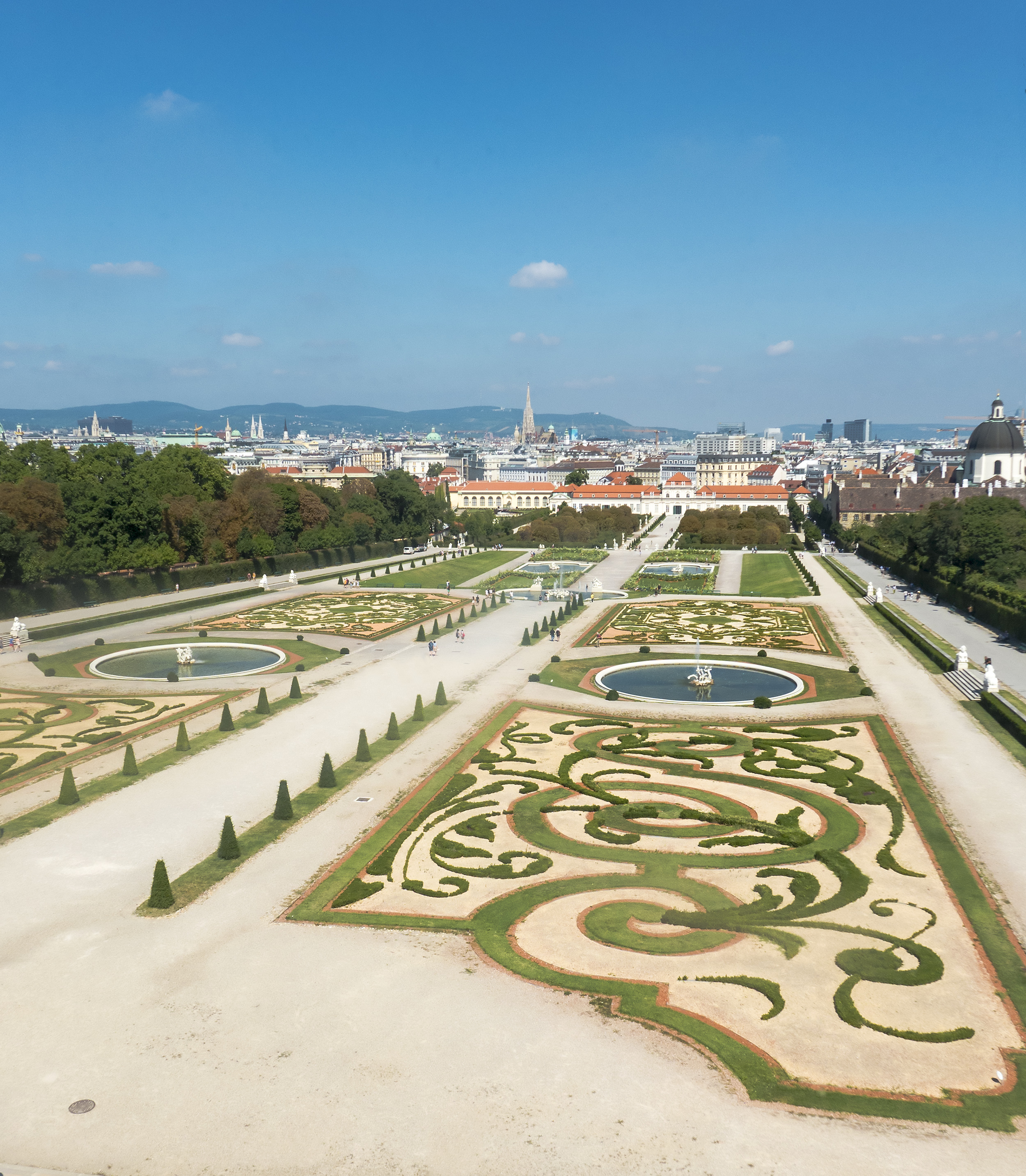
A kert
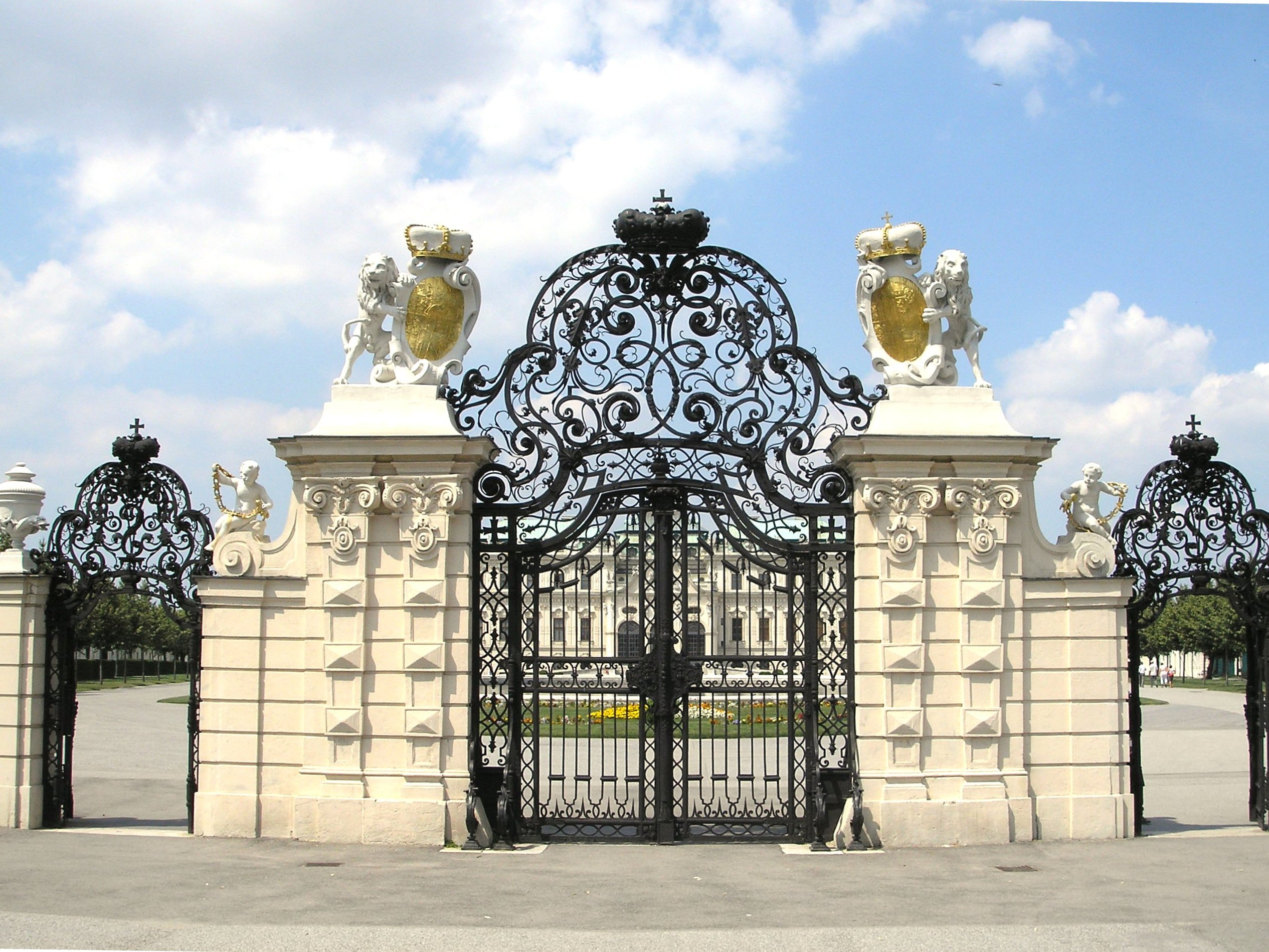
A Felső-Belvedere főkapuja Savoyai herceg címerét viselő oroszlánokkal
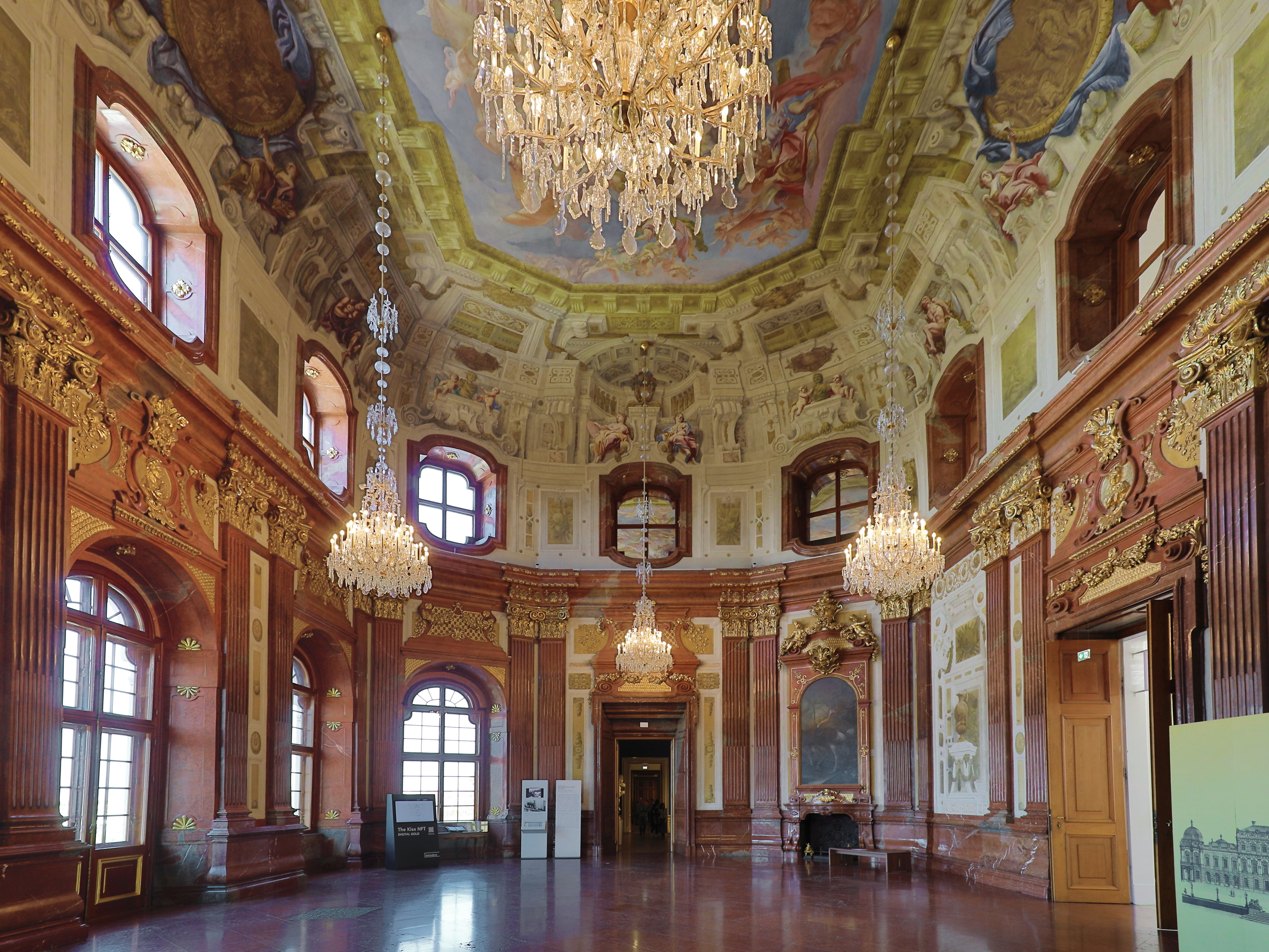
A márvanyterem
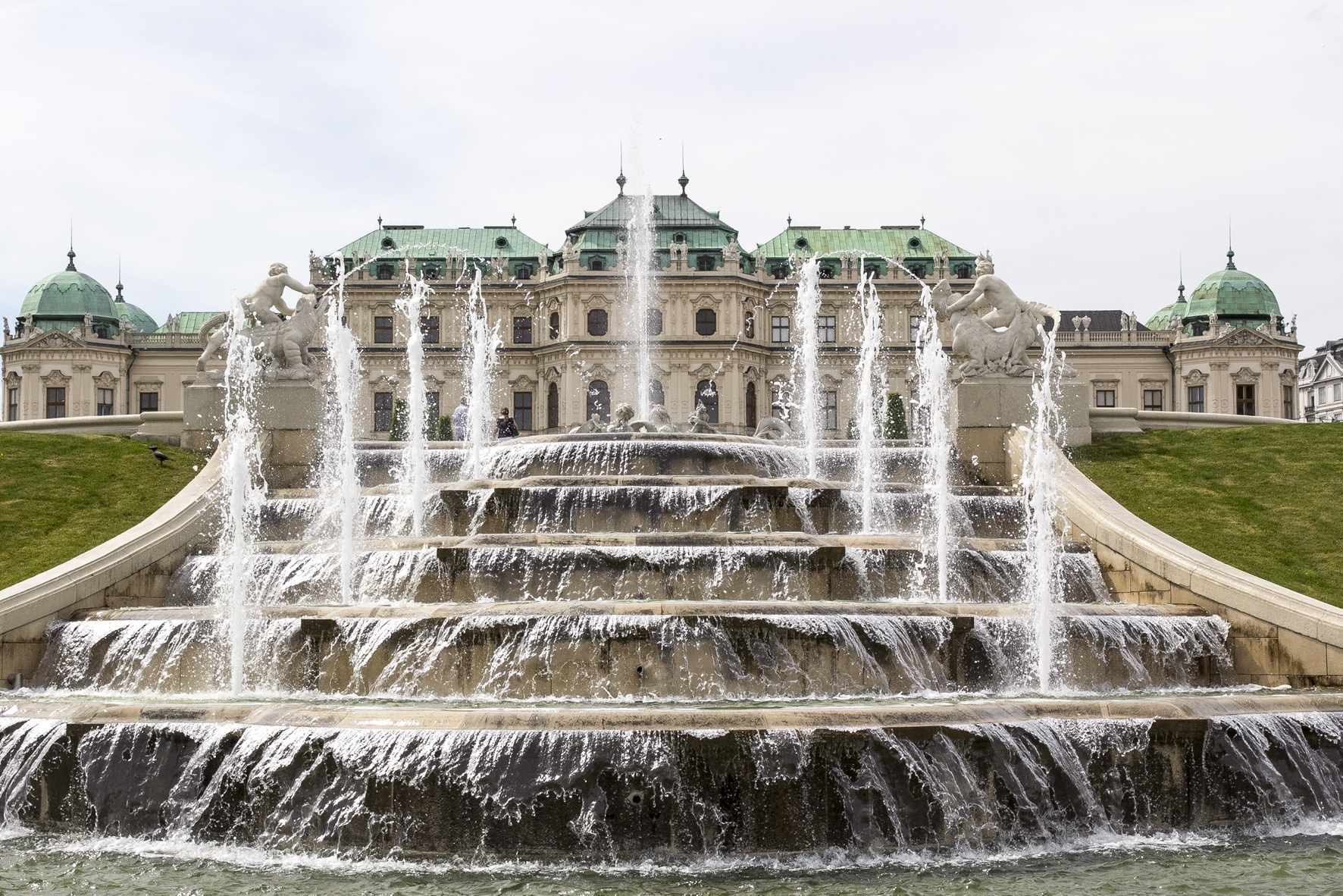
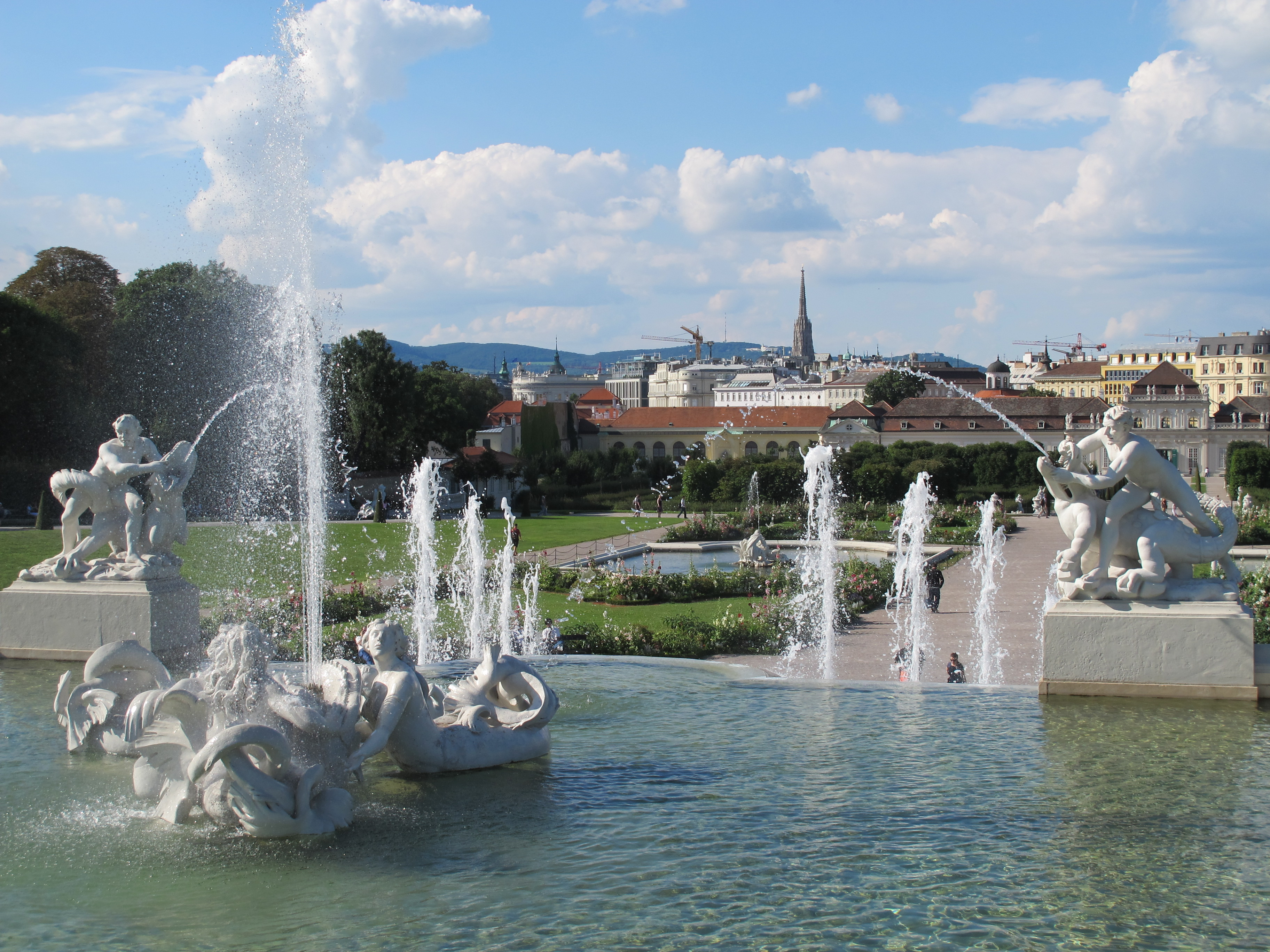

## Fordítás
- Ez a szócikk részben vagy egészben  a   Schloss_Belvedere című német Wikipédia-szócikk fordításán alapul.  Az eredeti cikk szerkesztőit annak laptörténete sorolja fel. Ez a jelzés csupán a megfogalmazás eredetét és a szerzői jogokat jelzi, nem szolgál a cikkben szereplő információk forrásmegjelöléseként.